# Hypericum irazuense
Hypericum irazuense är en johannesörtsväxtart som beskrevs av Carl Ernst Otto Kuntze och N.K.B. Robson. Hypericum irazuense ingår i släktet johannesörter, och familjen johannesörtsväxter. Inga underarter finns listade i Catalogue of Life.

## Bildgalleri

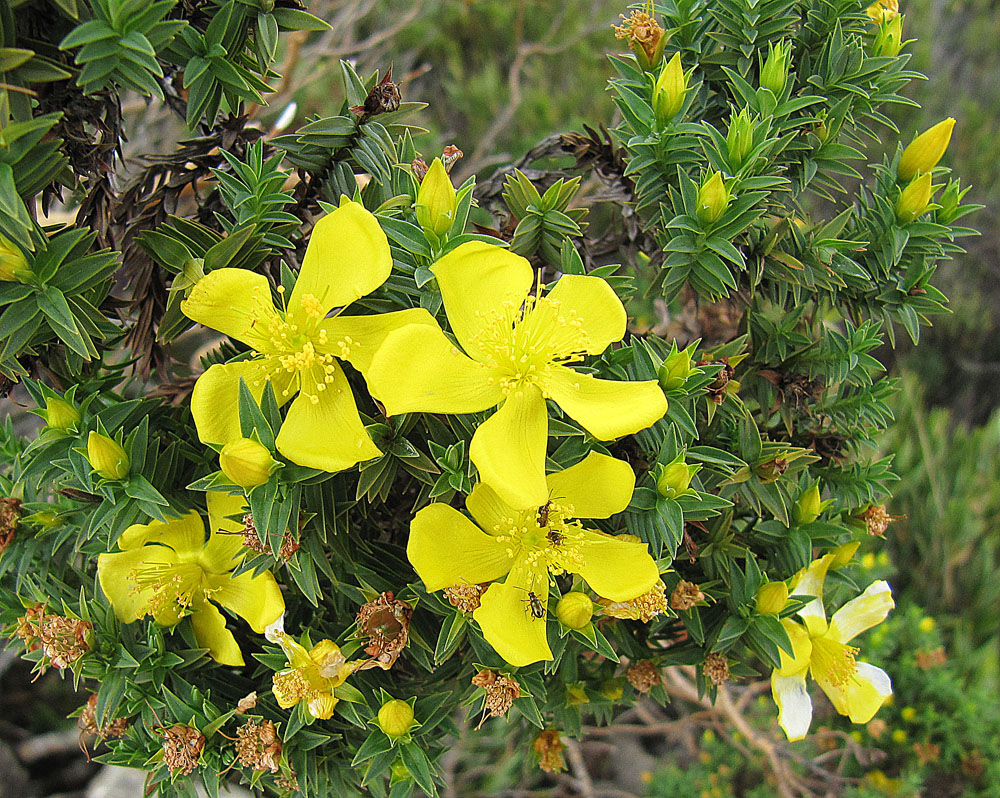
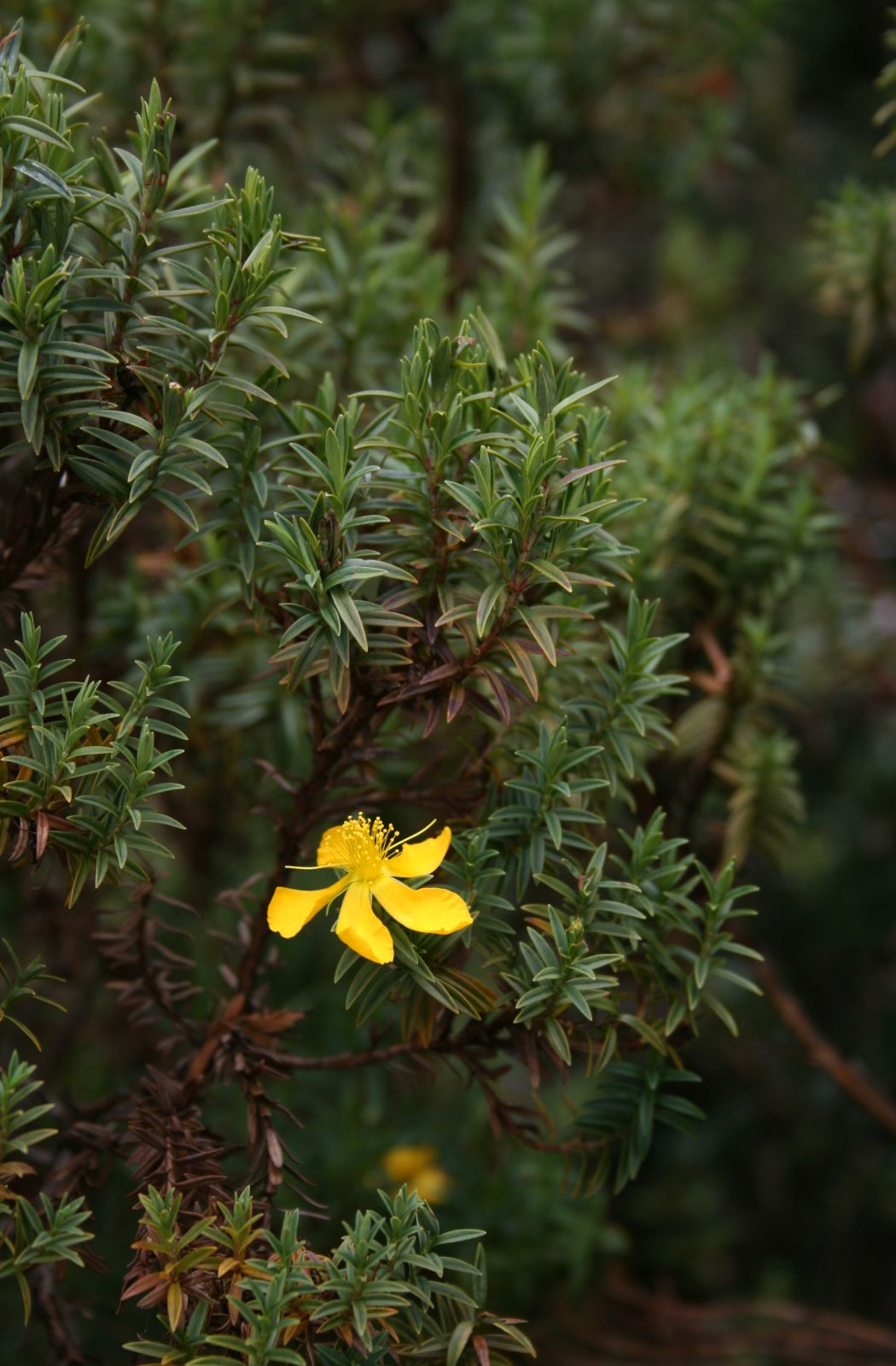
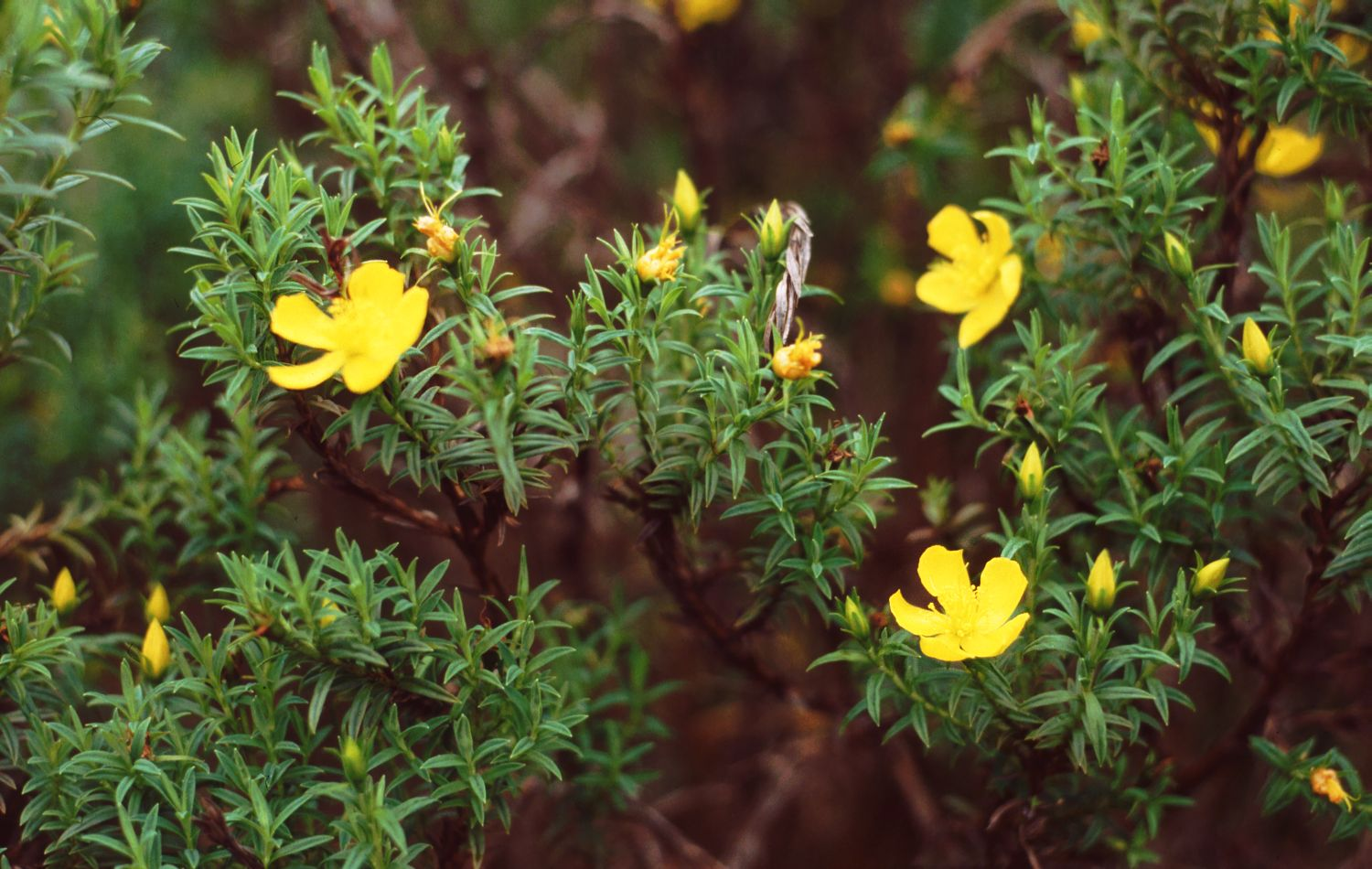